# Карате на летних юношеских Олимпийских играх 2018
Соревнования по карате на летних юношеских Олимпийских играх 2018 года прошли с 17 по 18 октября в Парке Polideportivo Roca в Буэнос-Айреса, столицы Аргентины. Будут разыграны 6 комплектов наград: у юношей и девушек. В соревнованиях, согласно правилам, смогут принять участие спортсмены рождённые с 1 января 2001 года по 31 декабря 2002 года.

## История
Карате является новым видом программы, который дебютирует на III летних юношеских Олимпийских играх в Буэнос-Айресе.

## Квалификация
Каждый Национальный олимпийский комитет (НОК) может принять участие не более чем в 6 соревнованиях, по 3 на каждый пол и по одному на каждую весовую категорию.
Как хозяйка турнира, Аргентина получила 4 квоты, по 2 у юношей и девушек. Ещё четыре, по две у юношей и девушек квоты распределены решением трёхсторонней комиссии. Остальные 40 мест определены различными способами, а именно: Молодёжный Олимпийский Рейтинг и два квалификационных турнира. Кроме того, на всех континентах гарантируется представительство хотя бы одного спортсмена.
Общее число спортсменов, которые выступят на соревнованиях, было определено Международным олимпийским комитетом и составило 48 человек (24 юноши и 24 девушки).

## Календарь
| ЦО | Церемония открытия | ● | Квалификации | 2 | Финалы соревнований | ЦЗ | Церемония закрытия |

| Октябрь | 06 Сб | 07 Вс | 08 Пн | 09 Вт | 10 Ср | 11 Чт | 12 Пт | 13 Сб | 14 Вс | 15 Пн | 16 Вт | 17 Ср | 18 Чт | Соревнования |
| ------- | ----- | ----- | ----- | ----- | ----- | ----- | ----- | ----- | ----- | ----- | ----- | ----- | ----- | ------------ |
| Карате  | ●     |       |       |       |       |       |       |       |       |       |       | 3     | 3     | 6            |

## Медалисты
Сокращения: WYB — высшее мировое достижение среди юношей

## Медали

### Юноши
| Дисциплина                            | Золото | Золото | Серебро | Серебро | Бронза | Бронза |
| ------------------------------------- | ------ | ------ | ------- | ------- | ------ | ------ |
| Юноши. Весовая категория до 61 кг.    |        |        |         |         |        |        |
| Юноши. Весовая категория до 68 кг.    |        |        |         |         |        |        |
| Юноши. Весовая категория свыше 68 кг. |        |        |         |         |        |        |

### Девушки
| Дисциплина                              | Золото | Золото | Серебро | Серебро | Бронза | Бронза |
| --------------------------------------- | ------ | ------ | ------- | ------- | ------ | ------ |
| Девушки. Весовая категория до 53 кг.    |        |        |         |         |        |        |
| Девушки. Весовая категория до 59 кг.    |        |        |         |         |        |        |
| Девушки. Весовая категория свыше 59 кг. |        |        |         |         |        |        |